# Йорш
«Йорш» — российская панк-группа из города Подольск (Московская область).

## История

### Раннее творчество (2006—2009)
Впервые группа была создана в 2003 году после распада школьной рок-группы, в которой играли Дмитрий Соколов и Михаил Кандрахин (бас-гитара). Для того, чтобы купить первые инструменты, вместо школьных каникул ребята работали грузчиками в местном продуктовом магазине. Первые репетиции проходили у Сокола на даче, впоследствии группа перебралась в местный Дом Культуры. На протяжении следующих трёх лет группа регулярно меняла состав, название и пробовала себя в разных стилях. В конце концов группа решила остановиться на названии «Йорш», изменив первоначальное написание «ЁРШ» и играть классический панк-рок в духе ранних английских групп 70-х годов. В начале 2006 года к коллективу присоединился вокалист Денис Олейник, и группа приступила к созданию первого альбома. Однако, в момент записи альбома, из-за творческих разногласий Денис Олейник покидает группу, а альбом приходится дописывать голосом Дмитрия Соколова.
Первый альбом был выпущен в 2006 году и назывался «Нет Богов!» (Sound Age Productions). С этого момента и начинается официальная история группы. Группа впервые отправляется в тур по городам центральной России
В 2008 году группа выпускает второй, не менее успешный альбом «Громче?!» на самом крупном рекорд-лейбле «Мистерия звука». Группа дает как первые сольные концерты, так и выступает на разогреве таких групп, как «Тараканы!», «Пурген», F.P.G., «Бригадный подряд», становится участником крупных клубных рок-фестивалей. Группа выезжает за пределы Москвы и области, и даёт за 2008 год более 50 концертов. В это же время выходит любительский видеоклип на песню «По кругу» (автор неизвестен).
В 2009 году из группы уходит Михаил Кандрахин, а на его место приходит Денис Штолин.
В том же 2009 году группа «Йорш» участвует в таком крупном проекте, как: «Уроки панк-рока», организованном группой Бригадный подряд, официальном трибьюте на группу «Тараканы!». Становится финалистом и победителем фестиваля «Свой путь» — признается лучшей командой фестиваля среди четырёх стилей: панк-рок, рок, металл и альтернатива. Выступает на разогреве у группы «Король и Шут» в рамках фестиваля «Punk Rock Open Fest»!
Во время гастролей в Калининграде на группу совершается нападение — после концерта неизвестный бросил в толпу взрывпакет. К счастью, самодельное взрывное устройство упало под бетонную лестницу клуба, в связи с чем пострадало только два человека с незначительными осколочными ранениями. Спустя несколько суток ответственность за случившееся взяла на себя одна из местных праворадикальных организаций города Калининграда.

### Распад и воссоединение группы (2009—2011)
В начале 2010 года Дмитрий Соколов объявляет о своем уходе из группы на концерте в московском клубе «ХО». Однако через некоторое время музыканты снова начинают собираться на репетициях, и уже в 2011 году группа выпускает очень успешный альбом «Добро и Зло», который пополняет копилку группы такими хитами, как «ВКонтакте», «Чёрный флаг» и «Путь». Группа снова начинает активно гастролировать.

### Настоящее время (2011—н.в.)

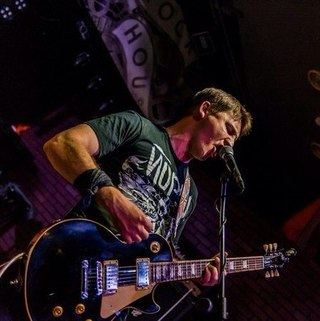
Сокол

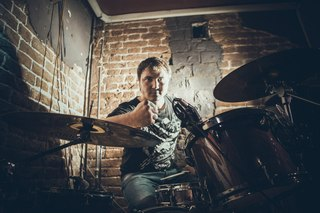
Саня

Весь 2011 и 2012 годы группа активно гастролирует, предложения поступают как от небольших клубов в регионах, так и от площадок Москвы и Санкт-Петербурга.
В 2013 году Дмитрий Соколов благодаря компании ОК&CO становится официальным эндорсером американских гитар Schecter. Группа получает предложение издать новый альбом, в том числе и на английском языке. 6 августа 2013 года группа с успехом выступает на «Нашем Радио» в передаче «Живые». А уже через несколько дней песня «Все панки попадают в рай» попадает в регулярную ротацию «Нашего Радио». В том же месяце группа выступает в авторской радиопередаче Александра Иванова (группа «НАИВ») «В Гостях у Чачи».
В октябре 2013 года группа выпускает альбом «Уроки ненависти» на крупнейшем российском лейбле «Мистерия звука», две песни с этого альбома попадают в ротацию федеральных радиостанций. Песня «За 50» участвует в голосовании «Чартова Дюжина» на «Нашем Радио» в течение семи недель. Презентация альбома проходит как по городам, так и в прямом эфире «Нашего Радио» в передаче «Живые». Вместе с новым альбомом компания «Мистерия звука» перевыпускает полную дискографию группы на CD и цифровых носителях, таких как iTunes и Google Play.
В начале 2014 года Дмитрий Соколов, становится первым официальным эндорсером в России гитар для путешествий и занятий дома — Traveler Guitar.
21 мая 2014 года группа выпускает полноформатный дебютный клип на песню «За 50», деньги на который были собраны фанатами группы на одной из краудфандинговых платформ. Летом 2014 группа выступает на таких крупных фестивалях как «Ночь Живых Музыкантов», «Старый Новый Рок» и «Доброфест-2014». Анонсирует крупномасштабный тур, насчитывающий около 30 городов в России и Республике Беларусь, а также делает заявление о записи нового альбома. Всего в 2014 году было отыграно около 60 живых концертов, а также ряд авторских вечеров и выступлений на радио. В конце года к группе присоединяется второй гитарист Андрей Букало.
В 2015 году на крупнейшем в СНГ рекорд-лейбле «СОЮЗ МЬЮЗИК» был выпущен альбом «Оковы Мира». С первых дней продаж альбом попал в хит парад Google Play и занял первое место в категории «Альтернативная музыка» и ТОП-10 по всем направлениям. Группа анонсировала тур по России и Республике Беларусь.
В сентябре 2015 года из группы ушёл Денис Штолин. На его место приходит Николай «Башка» Гуляев.
В начале 2016 года группа анонсирует выход нового альбома, который получил название «Держитесь».
На 2016 и 2017 годы анонсирован новый тур в поддержку альбома.
В апреле 2017 Николай Гуляев покидает группу. На его место приходит Дмитрий Кузнецов, бывший участник группы «Порнофильмы». Группа записывает альбом «Сквозь тьму» и отправляется в очередной тур. В апреле 2018 Дмитрий Кузнецов покидает группу и на его место возвращается Николай Гуляев. После Украинского тура группа попадает в список «Миротворец» за выступление на фестивалях в Крыму
В 2018 году коллектив выступает в качестве специального гостя американской группы Rise Against на концертах в Москве и Санкт-Петербурге. Вместе с рядом других молодых панк-исполнителей и певицей Монеточкой группа отказалась выступать на фестивале Нашествие, из-за участия в программе фестиваля министерства обороны России.
Вслед за этим группа выпускает клип на песню «Боже царя хорони», который был воспринят как антипутинский, хотя основными объектами сатиры в нём являются квасной патриотизм и ксенофобия. Реакцией на набирающий популярность клип и альбом «#Нетпутиназад» стали взломы аккаунтов участников группы с последующей блокировкой, отмены концертов. Тем не менее сам альбом становится самой успешной работой группы, занимая первые строчки цифровых площадок Яндекс. Музыка и Play Market среди всех жанров, а в официальной группе коллектива ВКонтакте за 2 месяца преодолевает отметку в 1 миллион прослушиваний. Презентации альбома с успехом проходят в России и Республике Беларусь, главным мероприятием становится концерт в московском ГлавCLUB’e, который собирает около 2000 слушателей.
В сентябре 2021 г. группа выпустила клип на песню «В Тик Токе».
В 2022 г. вышел ретроспективный альбом «Уже не тот». 5 августа в «Чартовой дюжине» «Нашего радио» стартовала новая песня «Половинки». Из того же эфира стало известно, что осенью ожидается выход издания о 15-летней истории группы. Над книгой работают как коллектив, так и её автор — Денис Ступников
Летом 2023 года группа выпустила альбом «Счастье, Часть 1», приквел вышедшего 3 года назад альбома «Счастье, часть 2», который по итогу сборов на цифровых платформах недавно получил золотой статус.
Также в 2023 году вышло несколько синглов: «Атомное сердце» (ft. HELVEGEN), «Аритмия» (ft. KDRR) ,«На моих тату».
Летом 2024 года вышел мини-альбом «Счастье! Конец». Этим релизом коллектив закрыл цикл «Счастье» — повествование о жизненном пути, лишениях, поисках себя и терзаниях главного героя – собирательного образа самих участников команды. Помимо мини-альбома «Счастье! Конец», были выпушены синглы «16 ЛЕТ» (ft. AIRES), «Где ты вчера была» (ft. Джин-Тоник), «Я ухожу» (ft. Sellout),  «Вновь ты уходишь» (ft. Группа Ё).

## Дискография

### Студийные альбомы
1. 2006 — «Нет Богов!»[16]
2. 2008 — «Громче?!»[16]
3. 2011 — «Добро и Зло»[17]
4. 2013 — «Уроки Ненависти»
5. 2015 — «Оковы мира»[18][19]
6. 2016 — «Держитесь»[20]
7. 2017 — «Сквозь Тьму»[21]
8. 2019 — «#Нетпутиназад»[22]
9. 2020 — «Счастье, Часть 2»
10. 2021 — «Подъездам, крышам и дворам» (акустический альбом)
11. 2022 — «Уже не тот» (ретроспективный альбом, в основном состоящий из коллабораций (дуэтов, фитов))
12. 2023 — «Счастье, Часть 1»

### Мини-альбомы
1. 2024 — «Счастье! Конец»

### Синглы
1. 2014 — «Делай рок-н-ролл» (feat. Дальше мечты, Азон)
2. 2017 — «Лысый из Brazzers»
3. 2017 — «Живые Игрушки» (feat. Страна Советов)
4. 2018 — «Панк-рок — это мы»
5. 2019 — «Боже, царя хорони!»
6. 2019 — «Особый резон» (ft. PRANAYAMA, Сергей Летов) (Янка Дягилева Cover)
7. 2020 — «Nirvana»
8. 2020 — «Едем В Тур» (feat. Гребля)
9. 2020 — «Тёлка за 30» (feat. Смех)
10. 2020 — «Юра, мы всё проебали» (ft. ДМЦ, Наконечный)
11. 2021 — «В Сердце Игрушки»
12. 2021 — «Парадокс» (feat. E2 Знакомы)
13. 2021 — «Прости, не помню» (ft. ДМЦ)
14. 2021 — «Армия жизни» (Cover Алиса)
15. 2021 — «Все панки попадают в рай» (перезапись)
16. 2021 — «Втиктоке»
17. 2021 — «Трэш/клей» (feat. Дайте Два)
18. 2021 — «Власть» (feat. Ногу свело!)
19. 2022 — «Ангел или демон?» (Cover Слот)
20. 2022 — «Летова»
21. 2022 — «2007»
22. 2022 — «Половинки»
23. 2022 — «Соловей»
24. 2023 — «Атомное сердце» (ft. HELVEGEN)
25. 2023 — «Аритмия» (ft. KDRR)
26. 2023 — «На моих тату»
27. 2024 — «16 ЛЕТ» (ft. AIRES)
28. 2024 — «Где ты вчера была» (ft. Джин-Тоник)
29. 2024 — «Я ухожу» (ft. Sellout)
30. 2024 — «Вновь ты уходишь» (ft. Группа Ё)
31. 2025 — «Мой город будет стоять»
32. 2025 — «Детские рисунки»

### Участие в сборниках
1. 2005 — «Азъ Family» — Песни: Про панка, Fuck Off
2. 2006 — «Типа панки и все такое…vol. 7» — Песни: По кругу
3. 2006 — «All Cops Are Bastards» — Песни: All Cops Are Bastards (feat. VlasVegas)
4. 2010 — «Трибьют „Тараканы!“» — Песни: Кто и Когда
5. 2010 — «Планета Панк» — Песни: Мальчик Билли
6. 2013 — «Меня победить!?» — Песни: Кури-бухай (feat. Азон)
7. 2016 — «Под наши знамёна» — Песни: Под наши знамёна (feat. Лучший Самый День)
8. 2018 — «Нам Нужны Перемены!» — Песни: Пускай Сосут (feat. Три Пули)
9. 2018 — «Сегодня» — Песни: Реальные враги (feat. Действуй!)
10. 2018 — «Пока не выключат свет…» — Песни: Праздник (feat. Азон, Cardio Version)
11. 2018 — «Улица Свободных — Тараканы! (Part 1)» — Песни: Вся планета Земля
12. 2019 — «Один во вселенной» — Песни: Цени рок-н-ролл! (feat. Vere Dictum)
13. 2020 — «Принудительная Психотерапия» — Песни: Без котировок (feat. Некуда Бежать)
14. 2020 — «Мой Голос» — Песни: Боже царя хорони
15. 2020 — «Один во вселенной (Deluxe Version)» — Песни: Цени рок-н-ролл! (feat. Vere Dictum)
16. 2020 — «Я остаюсь» — Песни: Я остаюсь (feat. Sellout)
17. 2020 — «Нищета и свобода. Сторона Б» — Песни: Юра, мы всё проебали (feat. Наконечный, ДМЦ)
18. 2020 — «XX Years of Punx» — Песни: Punks Not Dead (feat. Смех)
19. 2021 — «Экстремистские Песни» — Песни: 26 — В.П.
20. 2021 — «Экзистенциализм» — Песни: Просыпайся (feat. Наконечный)
21. 2022 — «Это всё дворовый панк» — Песни: Реальные враги (feat. Действуй!)
22. 2022 — «СЛОТ XX Tribute» — Песни: Ангел Или Демон?
23. 2022 — «Новые тату» — Песни: Монстры (ft. Читмил)
24. 2023 — «Панк-рок ржавых окраин» — Песни: В сотый раз (feat. Аберрация)
25. 2024 — «День» — Песни: Хрущёвки (feat. ADDicted!)
26. 2024 — «#снебаупасть» — Песни: Где ты вчера была (feat. Джин-Тоник)
27. 2024 — «Останусь собой» — Песни: 16 лет (feat. AIRES)
28. 2024 — «Деконструкция» — Песни: Аритмия (feat. KDRR)
29. 2025 — «Nu Glam» — Песни: На завод (feat. Neverlove)
30. 2025 — «Всё, во что я верю, Сторона А» — Песни: Я ухожу (feat. Sellout)

### Клипы
1. «За 50!»
2. «Все панки попадают в рай»
3. «Граффити»
4. «Насилие»
5. «Архипелаг»
6. «Лысый из Brazzers»
7. «Боже, царя хорони!»
8. «Отряды самоубийц»
9. «Андеграунд»
10. «Особый резон» (ft. PRANAYAMA, Сергей Летов) (Янка Дягилева Cover)
11. «Зомбиленд»
12. «Шрамы» (ft. Наконечный)
13. «Обнуляй» (Дима Сокол "Йорш")
14. «Едем В Тур» (feat. Гребля)
15. «В сердце игрушки»
16. «Папа придёт»
17. «Втиктоке»
18. «2007»
19. «Дочь мента»

## Состав группы
| Текущий состав - Дмитрий Соколов — «Сокол» (вокал, до 2020 ритм-гитара) - Александр Исаев — «Исай» (ударные) - Андрей Букало — «Rusty James» (соло-гитара) - Роман Валерьев — бас-гитара | Бывшие участники - Михаил «Кандрат» Кандрахин — бас-гитара (2003—2009) - Денис «Дэн» Олейник — вокал (2005—2006) - Денис «Дэнис» Штолин — бас-гитара (2009—2015) - Дмитрий Кузнецов — бас-гитара (2017—2018) - Михаил Захаров — «Мишаня» ритм-гитара 2020—2021 - Николай Гуляев — «Башка» бэк-вокал, бас-гитара (2015—2017, 2018—2024) Сессионный музыкант - Павел «Захер» Захаров (АЗОН) — бас-гитара, бэк-вокал |

Временная шкала